# Deens basketbalteam (mannen)
Het Deens nationaal basketbalteam is een team van basketballers dat Denemarken vertegenwoordigt in internationale wedstrijden. Danmarks Basketball-Forbund (DBBF) is verantwoordelijk voor het nationale team. Het land heeft in het verleden deelgenomen aan drie edities van de Eurobasket. Het Deens nationaal basketbalteam wist zich nooit te plaatsen voor een wereldkampioenschap basketbal of een editie van de Olympische Zomerspelen.
In de drie edities van Eurobasket waaraan het Deens nationaal basketbalteam heeft deelgenomen (Eurobasket 1951, Eurobasket 1953 en Eurobasket 1955) heeft het team slechts 2 wedstrijden gewonnen en liefst 23 wedstrijden verloren. Denemarken kon enkel in 1951 winnen van Schotland en Portugal.

## Denemarken tijdens internationale toernooien

### Eurobasket
- Eurobasket 1951: 14e
- Eurobasket 1953: 16e
- Eurobasket 1955: 18e